# Faramea guianensis
Espèce
Synonymes
selon tropicos :
- Cephaelis evea DC.
- Cephaelis tetrandra Willd.
- Evea guianensis Aubl. - Basionyme
- Thiersia insignis Baill.
- Uragoga guianensis (Aubl.) Kuntze
- Uragoga tetrandra Kuntze[2]

selon GBIF :
- Cephaelis evea DC.
- Cephaelis tetrandra Willd.
- Evea guianensis Aubl.
- Uragoga guianensis (Aubl.) Kuntze, 1891
- Uragoga tetrandra (Willd.) Kuntze[3]

Faramea guianensis, est une espèce de plantes dicotylédones de la famille des Rubiaceae, sous-famille des Rubioideae, originaire des régions tropicales d'Amérique du Sud.
En Guyane, il est connu sous les noms de  petit ipéca (Créole), Ka'a yamulutu, Ka'a sala (Wayãpi), Waaduk priye (Palikur).

## Descrition
En 1953, Lemée en propose la description suivante de Faramea guianensis :

« Jeunes rameaux comprimés côtelés ; feuilles de 0,11-0,16 sur 0,04-0,05, à pétiole très court, elliptiques ou oblongues avec base aiguë ou en coin, coriaces, avec 10-11, paires de nervures saillantes en dessous, et unies près des bords, stipules très courtes aristées ; inflorescences en cymes entourées à la base par un grand involucre de 2 bractées ovales-orbicullaires acuminées 3-nervées et 2 intérieures plus petites, les autres bractées plus étroites ; fleurs (environ (7) sessiles, à calice cupuliforme tronqué, corolle hypocratérimorphe à tube de 9 mm. et lobes de 5, ovales aigus, style de 0,01 ; drupe ? - (Aublet). »

— Albert Lemée, 1953.

## Écologie
Faramea guianensis est un arbrisseau du sous-bois de la forêt ancienne, commun localement.
Ses fruits sont consommés par des oiseaux.
Sa classification taxonomique a été étudiée,.

## Répartition
Faramea guianensis est endémique du Suriname, de Guyane et d'Amapá (Brésil).

## Usages
Les racines de Faramea guianensis sont réputées vomitives selon Heckel.
Chez les Wayãpi, des fulmigations de Faramea guianensis sont employée pour soigner les ulcères de leishmaniose,,,,
tandis que les Créoles soignaient les bronchites avec une décoction des feuilles mélangée à du sirop de canne.
Ses propriétés contre la leishmaniose ont été confirmées,.

## Chimie
On a isolé des flavanes à partir d'extraits de Faramea guianensis.

## Protologue

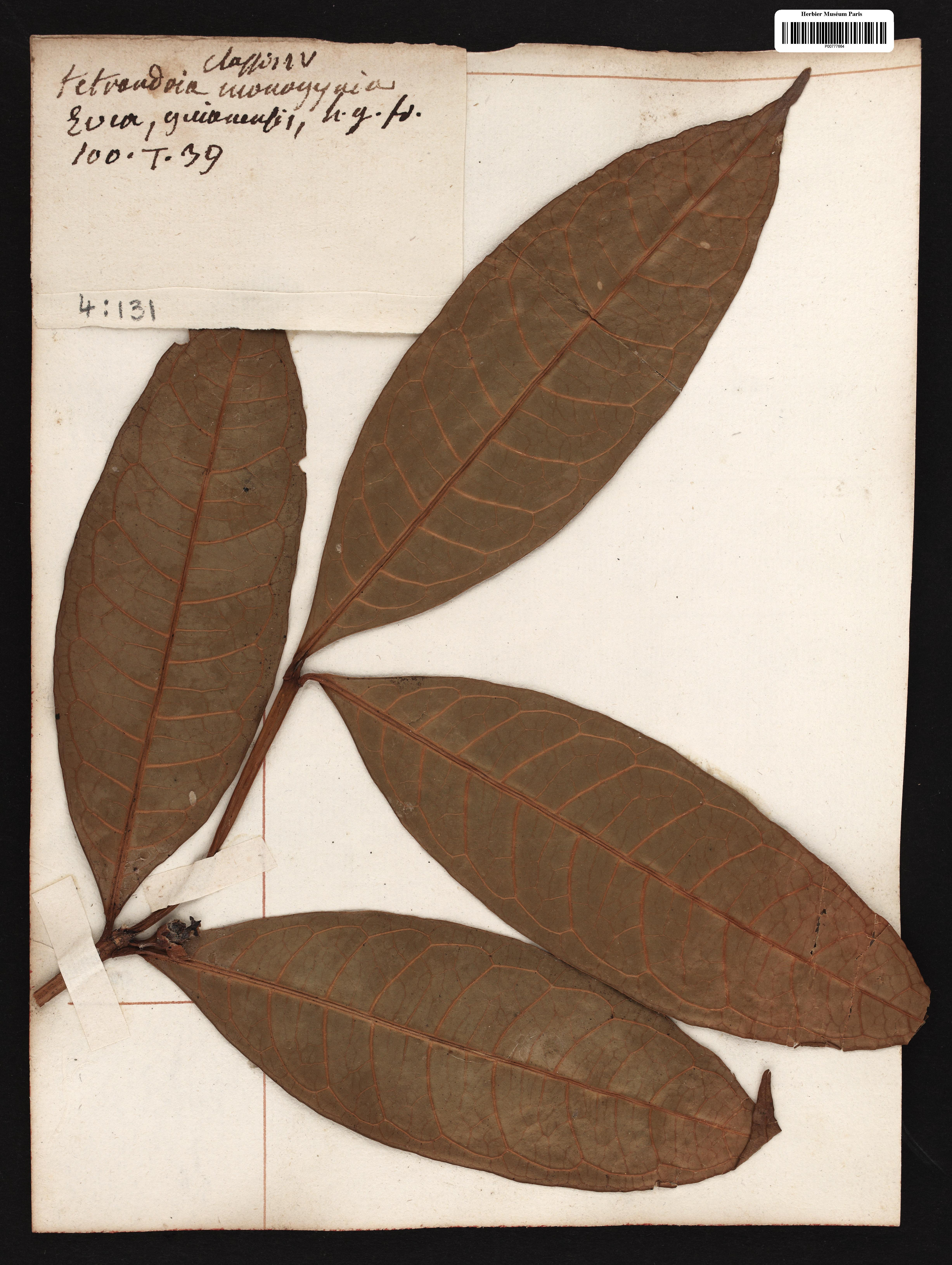
échantillon type de Faramea guianensis collecté par Aublet en Guyane

En 1775, le botaniste Aublet en a proposé le protologue suivant :

« EVEA Guianenſis. (TABULA 39.)
Frutex, ſex vel octo-pedalis, ramoſus; ramis nodoſis, tetragonis ; oppoſitis, duabus lineis, aut tribus ſupra axillas foliorum. Folia oppoſita, ovata, oblonga, acuta, glabra, rigida, integerrima, petiolata. Stipulæ binæ, ſubrotundæ acutæ, breves, ab utroque latere, ad baſim petiolorum, deciduæ. Flores in capitulum pedunculatum, & involutum collecti, utrinquè ad axillas foliorum. Receptaculum florum paleaceum ; paleis longis, angullis, acutis.
Florebat Novembri.
Habitat in ſylvis remotis triginta milliaribus a maris littore.
Nomen Caribæum EVÉ.

L’ÉVÉ de la Guiane. (PLANCHE 39.)
Cet arbrisseau s'élève de ſept à huit pieds. Son tronc a environ un pouce & demi de diamètre. Il eſt garni des le bas, de branches rameuſes, noueuſes & oppoſées. Elles ſont à quatre angles, & garnies à chaque nœud, de deux feuilles oppoſées, & diſpoſées en croix.
Les branches & les rameaux naiſſent à trois lignes au deſſus de l'aiſſelle des feuilles. Elles ſont entières, vertes, liſſes, luiſantes, ovales, terminées par une longue pointe ; leur pédicule eſt très court, convexe en deſſous, creuſé en goutière en deſſus. Entre les deux pédicules oppoſés, il y a, de chaque côte, une stipule large & aiguë qui en tombant, y laiſſe l'impreſſion de ſon attache.
Les fleurs naiſſent à droite & à gauche, un peu au deſſus de l'aiſſelle des feuilles, ſur un pédoncule qui eſt garni à ſa naiſſance de deux stipules oppoſées. Les fleurs ſont ramaſſées en tête. Cette tête eſt enveloppée par quatre écailles dont deux extérieures, larges, terminées par une pointe recourbée, & deux intérieures moins grandes & moins larges, qui par leur baſe forment une gaine. En détachant ces écailles, on en trouvé ſix ou ſept autres étroites, longues, aiguës, qui entourent huit à dix fleurs.
Le calice eſt d'une ſeule pièce, fort évaſé a ſon limbe, qui eſt à quatre dentelures.
La corolle eſt monopétale, blanche, attachée ſur l'ovaire autour d'un diſque. Son tube eſt grêle, fort long, renflé, vers ſon pavillon, qui eſt partagé en quatre petits lobes.
Les étamines ſont quatre, placées ſur la paroi interne & inférieure du tube. Leur filet eſt court. L'anthère eſt longue, & à deux bourſes. Le piſtil eſt un ovaire emboëté dans le fond du calice, avec lequel il fait corps. Il eſt couronné d'un diſque, du centre duquel fort un style Court, terminé par un stigmate à deux lames.
Je n'ai pas vu l'ovaire dans ſa maturité.
[…]
Cet arbriſſeau eſt nommé ÉVÉ par les Galibis.
II croît dans les grandes forêts de la Guiane. Il étoit en fleur dans le mois de Novembre. »

— Fusée-Aublet, 1775.